# 경상남도의 중학교 목록
다음 목록은 경상남도에 있는 중학교 목록이다.

## 가
가야중학교 · 
가조중학교 · 
가회중학교 · 
감계중학교 · 
개양중학교 · 
개운중학교 · 
거제고현중학교 · 
거제장평중학교 · 
거제제일중학교 · 
거제중앙중학교 · 
거제중학교 · 
거창대성중학교 · 
거창덕유중학교 · 
거창여자중학교 · 
거창중학교 (고제분교) · 
경상국립대학교 사범대학 부설중학교 · 
경운중학교 · 
경원중학교 · 
경해여자중학교 · 
계룡중학교 · 
고성동중학교 · 
고성여자중학교 · 
고성중학교 · 
곤명중학교 · 
곤양중학교 · 
관동중학교 · 
광려중학교 · 
구산중학교 (김해시) · 
구산중학교 (창원시) (구남분교) · 
구암중학교 · 
군북중학교 · 
금곡중학교 · 
금남중학교 · 
금송중학교 · 
금오중학교 · 
김해대곡중학교 · 
김해대동중학교 · 
김해모산중학교 · 
김해삼계중학교 · 
김해서중학교 · 
김해여자중학교 · 
김해중앙여자중학교 · 
김해중학교 · 
꽃내중학교

## 나
남산중학교 · 
남양중학교 · 
남지여자중학교 · 
남지중학교 · 
남해여자중학교 · 
남해중학교 · 
내덕중학교 · 
내동중학교 · 
내서중학교 · 
능동중학교

## 다
단성중학교 · 
대곡중학교 · 
대방중학교 · 
대병중학교 · 
대산중학교 · 
대성중학교 · 
대아중학교 · 
대청중학교 · 
덕산중학교 · 
도계중학교 · 
도산중학교 · 
동국대학교 사범대학 부속 홍제중학교 · 
동명중학교 · 
동부중학교 · 
동원중학교 · 
동진여자중학교 · 
동진중학교 · 
동해중학교 · 
둔덕중학교

## 마
마산동중학교 · 
마산무학여자중학교 · 
마산삼진중학교 · 
마산서중학교 · 
마산여자중학교 · 
마산제일여자중학교 · 
마산중앙중학교 · 
마산중학교 · 
마천중학교 · 
명곡여자중학교 · 
명서중학교 · 
명석중학교 · 
묘산중학교 · 
무안중학교 · 
문산중학교 · 
물금동아중학교 · 
물금중학교 · 
미리벌중학교 · 
미조중학교 · 
밀성여자중학교 · 
밀성중학교 · 
밀양동강중학교 · 
밀양여자중학교 · 
밀양중학교 · 

## 바
반림중학교 · 
반성중학교 · 
반송여자중학교 · 
반송중학교 · 
범어중학교 · 
보광중학교 · 
봉곡중학교 · 
봉림중학교 · 
봉명중학교 · 
부곡중학교 · 
분성중학교

## 사
사량중학교 · 
사송중학교 · 
사천여자중학교 · 
사천중학교 · 
사파중학교 · 
산양중학교 · 
산청중학교 · 
삼가중학교 · 
삼계중학교 · 
삼랑진중학교 · 
삼성중학교 · 
삼정자중학교 · 
삼정중학교 · 
삼천포여자중학교 · 
삼천포제일중학교 · 
삼천포중앙여자중학교 · 
삼천포중학교 · 
삼현여자중학교 · 
상동중학교 · 
상주중학교 · 
샛별중학교 · 
생림중학교 · 
서상중학교 · 
서창중학교 · 
서포중학교 · 
석동중학교 · 
선인국제중학교 · 
설천중학교 · 
성산중학교 · 
성지여자중학교 · 
성포중학교 · 
세종중학교 · 
소가야중학교 · 
수남중학교 · 
수동중학교 · 
수월중학교 · 
신등중학교 · 
신반중학교 · 
신어중학교 · 
신월중학교 · 
신주중학교 · 
신창여자중학교 · 
신현중학교

## 아
악양중학교 · 
안골포중학교 · 
안남중학교 · 
안민중학교 · 
안의중학교 · 
야로중학교 · 
양곡중학교 · 
양덕여자중학교 · 
양덕중학교 · 
양산여자중학교 · 
양산중앙중학교 · 
양산중학교 · 
양주중학교 · 
연초중학교 · 
영산중학교 · 
영운중학교 · 
영천중학교 · 
옥종중학교 · 
옥포성지중학교 · 
옥포중학교 · 
외포중학교 · 
욕지중학교 · 
용남중학교 · 
용원중학교 · 
웅남중학교 · 
웅동중학교 · 
웅상여자중학교 · 
웅상중학교 · 
웅양중학교 · 
웅천중학교 · 
원동중학교 · 
월산중학교 · 
율하중학교 · 
의령여자중학교 · 
의령중학교 · 
의신중학교 · 
이동중학교 · 
임호중학교

## 자
장목예술중학교 · 
장유중학교 · 
정곡중학교 · 
증산중학교 · 
지세포중학교 · 
지수중학교 · 
지정중학교 · 
진교중학교 · 
진례중학교 · 
진명여자중학교 · 
진서중학교 · 
진영장등중학교 · 
진영중학교 · 
진전중학교 · 
진주남중학교 · 
진주동명중학교 · 
진주동중학교 · 
진주봉원중학교 · 
진주여자중학교 · 
진주제일중학교 · 
진주중앙중학교 · 
진주중학교 · 
진해남중학교 · 
진해냉천중학교 · 
진해신항중학교 · 
진해여자중학교 · 
진해중학교

## 차
창녕여자중학교 · 
창녕옥야중학교 · 
창녕중학교 · 
창덕중학교 · 
창북중학교 · 
창선중학교 · 
창신중학교 · 
창원남중학교 · 
창원대산중학교 · 
창원동중학교 · 
창원상남중학교 · 
창원여자중학교 · 
창원중앙중학교 · 
창원중학교 · 
철성중학교 · 
청암중학교 · 
초계중학교 · 
충렬여자중학교 · 
충무여자중학교 · 
충무중학교 · 
칠성중학교 · 
칠원중학교

## 타
토월중학교 · 
통영여자중학교 · 
통영중앙중학교 · 
통영중학교

## 파
팔룡중학교

## 하
하동중앙중학교 · 
하동중학교 · 
하청중학교 · 
한다사중학교 · 
한림중학교 · 
한산중학교 · 
한얼중학교 · 
함성중학교 · 
함안여자중학교 · 
함안중학교 · 
함양여자중학교 · 
함양중학교 · 
합천여자중학교 · 
합천중학교 · 
합포여자중학교 · 
합포중학교 · 
해성중학교 (거제시) · 
해성중학교 (남해군) · 
해운중학교 · 
해인중학교 · 
혜성여자중학교 · 
호계중학교 · 
호암중학교 · 
화개중학교 · 
활천중학교 · 
회화중학교